# Entente SSG
Entente Sannois Saint-Gratien – francuski klub piłkarski z siedzibą w Paryżu, założony w 1989 roku, w sezonie 2021/2022 występuje w rozgrywkach francuskiej Championnat National 2. Jego stadion, Stade Michel-Hidalgo, znajduje się na przedmieściach Paryża, pomiędzy Sannois a Saint-Gratien.

## Sukcesy
- mistrzostwo Val-d’Oise 1re Division District: 1989, 1996
- zdobywca Pucharu Val-d’Oise: 1996, 1999
- mistrzostwo Paris PH: 1997
- wicemistrzostwo Paris DHR: 1998
- mistrzostwo DH Paris: 1999
- zdobywca Pucharu Paryża: 1999
- mistrzostwo CFA2 (grupa H): 2001
- mistrzostwo CFA (grupa A): 2003

## Historia
Klub został założony 1 czerwca 1989 z połączenia OMNIA Sports Sannois Saint-Gratien (założony 1944) oraz AS Saint-Gratien (założony 1945). Od 1995 klub zaczął błyskawicznie piąć się w rozgrywkach. Rokrocznie awansował do wyższych klas, aż w 1999 został mistrzem Paryża. Po awansie w 2003 roku do Championnat National, klub uzyskał status zawodowego. W sezonie 2008/09 klub zajął 19. miejsce i spadł do CFA.